# Gary (Virgínia Ocidental)
Gary é uma cidade localizada no estado norte-americano de Virgínia Ocidental, no Condado de McDowell.

## Demografia
Segundo o censo norte-americano de 2000, a sua população era de 917 habitantes.
Em 2006, foi estimada uma população de 787, um decréscimo de 130 (-14.2%).

## Geografia
De acordo com o United States Census Bureau tem uma área de
2,3 km², dos quais 2,3 km² cobertos por terra e 0,0 km² cobertos por água. Gary localiza-se a aproximadamente 481 m acima do nível do mar.

## Localidades na vizinhança
O diagrama seguinte representa as localidades num raio de 12 km ao redor de Gary.